# Alsa (marque)
Pour les articles homonymes, voir Alsa.
Ne doit pas être confondu avec L'Alsacienne.
Alsa est une marque commerciale de poudre à lever servant à faire des desserts, créée par Émile Moench en 1897 en Lorraine. 
Cette marque appartient à la société Alsa France,. 
Détenue préalablement par le groupe anglo-néerlandais Unilever, cette société est rachetée en février 2018 par le Groupe Oetker.  
Son unité de production est située à Ludres en Lorraine (Meurthe-et-Moselle) et emploie 175 personnes.

## Histoire de la marque
C'est en 1897 qu'Émile Moench s'installe en France en Lorraine et crée une petite épicerie où il met en œuvre une technique qu'il avait apprise de son patron, alors qu'il travaillait à Vienne chez un boulanger. En effet, celui-ci, au lieu d'utiliser comme il était d'usage de la levure boulangère, faisait appel à de la levure chimique ou poudre à lever. 
C'est donc une fois revenu en France, dans le petit village d'Igney-Avricourt, qui se situe à la frontière avec l'Alsace-Lorraine annexée par les Allemands en 1871, qu'Émile Moench se met à fabriquer de la levure chimique (dans sa cave, dit-on) qu'il commercialise grâce au curé du village dans le petit sachet rose aujourd'hui bien connu. 
À partir de 1930, il propose des préparations pour desserts ; la plus connue porte le nom de Flan Pâtissier Alsa. La marque connaît ensuite diverses évolutions juridiques, pour appartenir aux établissements Moench et fils, installés à Nancy, en 1958 à la Société des Produits du Maïs (SPM), possédée par l'entreprise américaine Corn Products Company (CPC)  puis en 2000 au groupe Unilever, qui commercialise plus de 15 produits sous la marque Alsa.
En 2019, Alsa vend 3 sachets roses (levure) par seconde en France.
En janvier 2023, le groupe allemand Dr. Oetker annonce qu'il vient de vendre son usine à l'Italien Newlat (it) et qu'en conséquence la levure Alsa ne sera plus produite à Ludres.